# Социальная деинституционализация
Деинституционализа́ция   — понятие, предложенное в рамках новой институциональной экономики. Это процесс трансформации институтов или замены одних институтов другими.

## Определение и причины деинституционализации
Исследователи  выделяют три основные причины деинституционализации (функциональная, политическая и социальная) как изменения соответствующих предпочтений экономических агентов. Изменения предпочтений постепенно трансформируют общественное сознание, что формирует новые правила поведения.
В некоторых случаях деинституционализация проявляется в социальном пространстве в виде институционального распада, т.е. процесса формирования из общих правил поведения ситуационных интерпретаций (институциональных исключений).